# ASKA premium concert tour -higher ground- アンコール公演2022
『ASKA premium concert tour -higher ground- アンコール公演2022』（アスカ・プレミアム・コンサート・ツアー・ハイアー・グラウンド アンコールこうえん2022）は、ASKAのライブ・ビデオ。2022年10月5日にBlu-rayとCD（2枚組）がセットで発売。発売元はDADAレーベル。

## 解説
府中の森芸術劇場を皮切りに、2022年1月7日から4月13日にかけて行ったコンサート・ツアー『ASKA premium concert tour -higher ground- アンコール公演』の中から、同年4月13日の東京国際フォームA公演の模様が収録されている。

## 収録曲
- ☆はCHAGE and ASKAの楽曲。

### DISC 1 (Blu-ray)
1. Overture
2. 塗りつぶして行け!
作詞・作曲：ASKA
3. 着地点
作詞・作曲：ASKA
4. 幸せの黄色い風船
作詞・作曲：ASKA
5. 笑って歩こうよ
作詞・作曲：ASKA
6. 僕のwonderful world
作詞・作曲：ASKA

-Talk-
1. not at all ☆
作詞：ASKA・松井五郎　作曲：ASKA
2. NO PAIN NO GAIN ☆
作詞・作曲：ASKA
3. 草原にソファを置いて
作詞・作曲：ASKA

-Talk-
1. ID
作詞・作曲：ASKA
2. PRIDE
作詞・作曲：ASKA
3. 歌になりたい
作詞・作曲：ASKA

-Talk-
1. はじまりはいつも雨
作詞・作曲：ASKA

孝三・SATOKO Drum session
1. なぜに君は帰らない ☆
作詞・作曲：ASKA
2. じゃんがじゃんがりん
作詞・作曲：ASKA
3. 百花繚乱
作詞・作曲：ASKA
4. higher ground ☆
作詞・作曲：ASKA
5. 月が近づけば少しはましだろう
作詞・作曲：ASKA
6. 僕の来た道
作詞・作曲：ASKA
7. We Love Music
作詞・作曲：ASKA

Encore
1. パラダイス銀河
作詞・作曲：ASKA
光GENJIのカバー。
2. WALK ☆
作詞・作曲：ASKA

-Talk-
1. 熱い想い ☆
作詞：ASKA・松井五郎　作曲：ASKA

### DISC 2 (CD)
1. Overture
2. 塗りつぶして行け!
3. 着地点
4. 幸せの黄色い風船
5. 笑って歩こうよ
6. 僕のwonderful world
7. not at all ☆
8. NO PAIN NO GAIN ☆
9. 草原にソファを置いて
10. ID
11. PRIDE
12. 歌になりたい

### DISC 3 (CD)
1. はじまりはいつも雨
2. なぜに君は帰らない ☆
3. じゃんがじゃんがりん
4. 百花繚乱
5. higher ground ☆
6. 月が近づけば少しはましだろう
7. 僕の来た道
8. We Love Music

Encore
1. パラダイス銀河
2. WALK ☆
3. 熱い想い ☆